# Kalvbodtjärnen
Kalvbodtjärnen är en sjö i Härjedalens kommun i Härjedalen och ingår i Dalälvens huvudavrinningsområde.